# Dos coronas a mi madre
Dos coronas a mi madre es una canción mexicana, de estilo norteño, escrita por el compositor mexicano Homero Guerrero para ser interpretada por él mismo y su compañero Guadalupe Tijerina, con quien conformaba el dueto vocal de “Los Cadetes de Linares”. La canción fue grabada y comercializada en 1977.

## Letra y versiones
La canción está escrita en primera persona, quien canta, describe la celebración luctuosa que hace para su madre difunta, llevando dos coronas funerarias y expresando su honda pena ante la tumba. Como muestra, se citan algunos versos de la canción:

Dos coronas a mi madre al panteón voy a dejar,
 donde me paso las horas llorando sin descansar.
 Dos coronas a mi madre, es muy poco para ti.
Madrecita de mi vida quisiera quedarme aquí
...
Aquí te dejo estas flores, dos coronas para ti.
Recordando los momentos que tu me arrullaste a mi.
Madrecita si me escuchas, el otro año vengo aquí,
a dejarte dos coronas, dos coronas para ti.

Además de la versión grabada por Los Cadetes de Linares, existen otras de conjuntos norteños mexicanos, pero resaltaremos la versión de la cantante española Shaila Dúrcal, de su álbum «Corazón ranchero» de 2009. Esta versión la grabó con dedicatoria a su madre, la también cantante y actriz española Rocío Dúrcal.

## Motivos Culturales
Esta pieza musical se ha incorporado a la tradición mexicana de llevar música a los panteones, ya sea como parte final de las exequias o como un acto personal de rememoración. Especialmente utilizada en las comemoraciones del día de muertos y en el día de la madre en México.